# UEFA-Pokal 1981/82
Der UEFA-Pokal 1981/82 war die 11. Auflage des Wettbewerbs. Mit dem von Sven-Göran Eriksson trainierten IFK Göteborg gewann erstmals ein Verein aus Schweden einen Titel im Europapokal. Der deutsche Vertreter Hamburger SV musste sich überraschend in beiden Finalspielen geschlagen geben.

## Modus
Der Wettbewerb wurde in sechs Runden in Hin- und Rückspielen ausgetragen. Bei Torgleichstand entschied zunächst die Anzahl der Auswärts erzielten Tore, danach eine Verlängerung abschließend erst das Elfmeterschießen.

## 1. Runde
|                         | Gesamt    |                          | Hinspiel | Rückspiel |
| ----------------------- | --------- | ------------------------ | -------- | --------- |
| Neuchâtel Xamax         | 6:3       | Sparta Prag              | 4:0      | 2:3       |
| Bohemians ČKD Prag      | 0:2       | FC Valencia              | 0:1      | 0:1       |
| KSK Beveren             | 8:0       | Linfield FC              | 3:0      | 5:0       |
| Limerick United         | 1:4       | FC Southampton           | 0:3      | 1:1       |
| FC Nantes               | 3:5       | SC Lokeren               | 1:1      | 2:4       |
| Adanaspor               | 2:7       | Inter Mailand            | 1:3      | (1)1:4 1  |
| APOEL Nikosia           | 1:5       | FC Argeș Pitești         | 1:1      | 0:4       |
| Aris Thessaloniki       | 8:2       | Sliema Wanderers         | 4:0      | 4:2       |
| Tatabánya Bányász SC    | (a)2:2(a) | Real Madrid              | 2:1      | 0:1       |
| Bryne IL                | 2:3       | KFC Winterslag           | 0:2      | 2:1       |
| Dinamo Bukarest         | 4:2       | DFS Lewski-Spartak Sofia | 3:0      | 1:2       |
| KS Dinamo Tirana        | 1:4       | FC Carl Zeiss Jena       | 1:0      | 0:4       |
| Feyenoord Rotterdam     | 3:1       | Szombierki Bytom         | 2:0      | 1:1       |
| Grasshopper Club Zürich | 4:1       | West Bromwich Albion     | 1:0      | 3:1       |
| Hamburger SV            | 6:4       | FC Utrecht               | 0:1      | (2)6:3 2  |
| Hajduk Split            | 5:3       | VfB Stuttgart            | 3:1      | 2:2       |
| Ipswich Town            | 2:4       | FC Aberdeen              | 1:1      | 1:3       |
| 1. FC Kaiserslautern    | 3:1       | Akademik Sofia           | 1:0      | 2:1       |
| 1. FC Magdeburg         | (a)3:3(a) | Borussia Mönchengladbach | 3:1      | 0:2       |
| Malmö FF                | 5:1       | Wisła Krakau             | 2:0      | 3:1       |
| AS Monaco               | 4:6       | Dundee United            | 2:5      | 2:1       |
| SSC Neapel              | (a)2:2(a) | FK Radnički Niš          | 2:2      | 0:0       |
| Panathinaikos Athen     | 0:3       | FC Arsenal               | 0:2      | 0:1       |
| PSV Eindhoven           | 8:2       | Næstved IF               | 7:0      | 1:2       |
| SK Rapid Wien           | 4:2       | Videoton SC              | 2:2      | 2:0       |
| Spartak Moskau          | 6:2       | FC Brügge                | 3:1      | 3:1       |
| Sporting Lissabon       | 11:00     | Red Boys Differdingen    | 4:0      | 7:0       |
| SK Sturm Graz           | (a)2:2(a) | ZSKA Moskau              | 1:0      | 1:2       |
| Haka Valkeakoski        | 2:7       | IFK Göteborg             | 2:3      | 0:4       |
| Zenit Leningrad         | 2:6       | Dynamo Dresden           | 1:2      | 1:4       |
| Boavista Porto          | 5:4       | Atlético Madrid          | 4:1      | 1:3       |
| Víkingur Reykjavík      | 0:8       | Girondins Bordeaux       | 0:4      | 0:4       |

## 2. Runde
|                          | Gesamt          |                      | Hinspiel | Rückspiel |
| ------------------------ | --------------- | -------------------- | -------- | --------- |
| Borussia Mönchengladbach | 2:5             | Dundee United        | 2:0      | 0:5       |
| SK Sturm Graz            | 4:5             | IFK Göteborg         | 2:2      | 2:3       |
| Malmö FF                 | 0:2             | Neuchâtel Xamax      | 0:1      | 0:1       |
| KFC Winterslag           | (a)2:2(a)       | FC Arsenal           | 1:0      | 1:2       |
| FC Aberdeen              | 5:2             | FC Argeș Pitești     | 3:0      | 2:2       |
| Aris Thessaloniki        | 1:5             | SC Lokeren           | 1:1      | 0:4       |
| KSK Beveren              | (a)4:4(a)       | Hajduk Split         | 2:3      | 2:1       |
| Feyenoord Rotterdam      | 3:2             | Dynamo Dresden       | 2:1      | 1:1       |
| Girondins Bordeaux       | 2:3             | Hamburger SV         | 2:1      | 0:2       |
| Grasshopper Club Zürich  | 2:2 (0:3 i. E.) | FK Radnički Niš      | 2:0      | 0:2 n. V. |
| Inter Mailand            | 3:4             | Dinamo Bukarest      | 1:1      | 2:3 n. V. |
| SK Rapid Wien            | (a)2:2(a)       | PSV Eindhoven        | 1:0      | 1:2       |
| Real Madrid              | 3:2             | FC Carl Zeiss Jena   | 3:2      | 0:0       |
| FC Southampton           | 2:4             | Sporting Lissabon    | 2:4      | 0:0       |
| Spartak Moskau           | 2:5             | 1. FC Kaiserslautern | 2:1      | 0:4       |
| FC Valencia              | 2:1             | Boavista Porto       | 2:0      | 0:1       |

Die zweite Runde gab es am 20./21. Oktober und 4. November

## 3. Runde
|                   | Gesamt |                      | Hinspiel | Rückspiel |
| ----------------- | ------ | -------------------- | -------- | --------- |
| FC Aberdeen       | 4:5    | Hamburger SV         | 3:2      | 1:3       |
| IFK Göteborg      | 4:1    | Dinamo Bukarest      | 3:1      | 1:0       |
| SC Lokeren        | 2:4    | 1. FC Kaiserslautern | 1:0      | 1:4       |
| FK Radnički Niš   | 2:1    | Feyenoord Rotterdam  | 2:0      | 0:1       |
| SK Rapid Wien     | 0:1    | Real Madrid          | 0:1      | 0:0       |
| Sporting Lissabon | 0:1    | Neuchâtel Xamax      | 0:0      | 0:1       |
| FC Valencia       | 6:5    | Hajduk Split         | 5:1      | 1:4       |
| KFC Winterslag    | 0:5    | Dundee United        | 0:0      | 0:5       |

In der 3. Runde, gleichzeitig war es das Achtelfinale, gab es vor dem Rückspiel von Rapid Wien bei Real Madrid am 9. Dezember (0:0) wegen eines fehlenden Schiedsrichters eine kuriose Situation. Es waren offensichtlich vorerst der englische Schiedsrichter George Courtney, danach sein Landsmann John Hunting eingeteilt, die aber beide der UEFA absagten. Der Schweizer Jack Baumann als dritter in der Liste konnte wegen eines Fluglotsenstreiks in der Schweiz nicht abfliegen, hätte aber dann doch am Spieltag um 14.30 Uhr in Madrid eintreffen sollen. Ein weiterer Ausweg war ein Referee aus Portugal, und dann sollte es Ángel Franco Martínez, die Nr. 1 in der spanischen Schiedsrichterliste, sein. Letztlich leitete doch Jack Baumann das Match.

## Viertelfinale
|               | Gesamt |                      | Hinspiel | Rückspiel |
| ------------- | ------ | -------------------- | -------- | --------- |
| Dundee United | 2:3    | FK Radnički Niš      | 2:0      | 0:3       |
| Hamburger SV  | 3:2    | Neuchâtel Xamax      | 3:2      | 0:0       |
| Real Madrid   | 3:6    | 1. FC Kaiserslautern | 3:1      | 0:5       |
| FC Valencia   | 2:4    | IFK Göteborg         | 2:2      | 0:2       |

## Halbfinale
|                      | Gesamt |              | Hinspiel | Rückspiel |
| -------------------- | ------ | ------------ | -------- | --------- |
| 1. FC Kaiserslautern | 2:3    | IFK Göteborg | 1:1      | 1:2 n. V. |
| FK Radnički Niš      | 3:6    | Hamburger SV | 2:1      | 1:5       |

## Finale
Der Hamburger SV galt vor den beiden Spielen als Favorit. Nachdem die Mannschaft im Hinspiel einen späten Treffer hatte hinnehmen müssen, ließ sie sich im Rückspiel auskontern und verlor deutlich. Dem IFK Göteborg gelang somit in der Saison 1981/82 das Triple aus schwedischer Meisterschaft, nationalem Pokal und dem Gewinn des Europapokals. Mit diesem Triple startete der Meistertrainer Sven-Göran Eriksson als Trainer des IFK Göteborg seine internationale Karriere.

### Hinspiel
| IFK Göteborg                             | IFK Göteborg | Hamburger SV | Hamburger SV | Aufstellung                                 |
| ---------------------------------------- | --- | --- | ------------ | ------------------------------------------- |
| IFK Göteborg                             | \| 5. Mai 1982 in Göteborg (Nya Ullevi) \| \| Ergebnis: 1:0 (0:0) \| \| Zuschauer: 42.548 \| \| Schiedsrichter: John Carpenter ( Irland) \| | \| 5. Mai 1982 in Göteborg (Nya Ullevi) \| \| Ergebnis: 1:0 (0:0) \| \| Zuschauer: 42.548 \| \| Schiedsrichter: John Carpenter ( Irland) \|                                                                                              | Hamburger SV | Aufstellung IFK Göteborg gegen Hamburger SV |
| IFK Göteborg                             | Thomas Wernerson – Ruben Svensson, Glenn Hysén, Conny Karlsson , Stig Fredriksson – Tord Holmgren, Jerry Carlsson, Glenn Strömberg – Dan Corneliusson, Torbjörn Nilsson (20. Håkan Sandberg), Tommy Holmgren (46. Glenn Schiller) Cheftrainer: Sven-Göran Eriksson | Uli Stein – Holger Hieronymus – Manfred Kaltz, Ditmar Jakobs, Jürgen Groh – Bernd Wehmeyer, Jimmy Hartwig, Felix Magath, Thomas von Heesen (83. Caspar Memering) – Horst Hrubesch , Lars Bastrup Cheftrainer: Ernst Happel ( Österreich) | Hamburger SV | Aufstellung IFK Göteborg gegen Hamburger SV |
| IFK Göteborg                             | 1:0 Tord Holmgren (87.) | | Hamburger SV | Aufstellung IFK Göteborg gegen Hamburger SV |
| IFK Göteborg                             | Ditmar Jakobs (fürs nächste Spiel gesperrt) | | Hamburger SV | Aufstellung IFK Göteborg gegen Hamburger SV |
| 5. Mai 1982 in Göteborg (Nya Ullevi)     | | |              |                                             |
| Ergebnis: 1:0 (0:0)                      | | |              |                                             |
| Zuschauer: 42.548                        | | |              |                                             |
| Schiedsrichter: John Carpenter ( Irland) | | |              |                                             |

### Rückspiel
| Hamburger SV                               | Hamburger SV | IFK Göteborg | IFK Göteborg | Aufstellung                                 |
| ------------------------------------------ | --- | --- | ------------ | ------------------------------------------- |
| Hamburger SV                               | \| 19. Mai 1982 in Hamburg (Volksparkstadion) \| \| Ergebnis: 0:3 (0:1) \| \| Zuschauer: 61.000 \| \| Schiedsrichter: George Courtney ( England) \|                                                                                    | \| 19. Mai 1982 in Hamburg (Volksparkstadion) \| \| Ergebnis: 0:3 (0:1) \| \| Zuschauer: 61.000 \| \| Schiedsrichter: George Courtney ( England) \| | IFK Göteborg | Aufstellung Hamburger SV gegen IFK Göteborg |
| Hamburger SV                               | Uli Stein – Holger Hieronymus – Manfred Kaltz (76. Peter Hidien), Jürgen Groh, Bernd Wehmeyer – Jimmy Hartwig, Felix Magath, Caspar Memering, Thomas von Heesen – Lars Bastrup, Horst Hrubesch Cheftrainer: Ernst Happel ( Österreich) | Thomas Wernerson – Ruben Svensson, Conny Karlsson , Glenn Hysén (19. Glenn Schiller), Stig Fredriksson – Tord Holmgren, Glenn Strömberg, Jerry Carlsson – Dan Corneliusson (68. Håkan Sandberg), Torbjörn Nilsson, Tommy Holmgren Cheftrainer: Sven-Göran Eriksson | IFK Göteborg | Aufstellung Hamburger SV gegen IFK Göteborg |
| Hamburger SV                               | 0:1 Dan Corneliusson (26.) 0:2 Torbjörn Nilsson (61.) 0:3 Stig Fredriksson (66., Foulelfmeter) | | IFK Göteborg | Aufstellung Hamburger SV gegen IFK Göteborg |
| 19. Mai 1982 in Hamburg (Volksparkstadion) | | |              |                                             |
| Ergebnis: 0:3 (0:1)                        | | |              |                                             |
| Zuschauer: 61.000                          | | |              |                                             |
| Schiedsrichter: George Courtney ( England) | | |              |                                             |

## Beste Torschützen
| Rang | Spieler            | Klub                 | Tore |
| ---- | ------------------ | -------------------- | ---- |
| 1    | Torbjörn Nilsson   | IFK Göteborg         | 8    |
| 2    | Ronny Martens      | KSK Beveren          | 5    |
|      | Konstantinos Kouis | Aris Thessaloniki    | 5    |
|      | John Hewitt        | FC Aberdeen          | 5    |
|      | Antonio Oliveira   | Sporting Lissabon    | 5    |
|      | Thomas von Heesen  | Hamburger SV         | 5    |
|      | Friedhelm Funkel   | 1. FC Kaiserslautern | 5    |
|      | Horst Hrubesch     | Hamburger SV         | 5    |
|      | Stig Fredriksson   | IFK Göteborg         | 5    |